# Філадельфійська вільна школа
Філадельфійська Вільна Школа (англ. Philadelphia Free School, також відома як Philly Free School або PFS) — садберійська школа у місті Філадельфія, штат Пенсильванія для учнів віком від 4 до 19 років. Заклад пропонує навчання за гнучкою вартістю.

## Модель
Заклад процює на садберійській моделі, де немає навчального плану, директора та ієрархії серед працівників, а учні можуть розпоряджатися своїм часом як їм заманеться. Студенти можуть вчитися одне в одного або у персоналу, через свій досвід та навчальні матеріали, доступні у школі, у місті та за його межами. Замість стандартизації та ієрархії, Філадельфійська вільна школа наголошує на критичному мисленні, особистій відповідальності та демократичному врядуванні.

## Управління
Закладом керують шкільні збори, де висувають питання з управління школою, як-от затвердження бюджету та найм персоналу, і на яких усі присутні мають один рівний голос.

## Історія
У 2011 році школу заснували Роберт і Мішель Лукаси, Марк Філіппоне, Ерік Марр, Сьюзі Ексюс, Ненсі Ґолумбія, Карен Вульф, Джоел Прайс, Аманда Лангем, Сміт Джин, Лані Бевакуан і Даріан Шіранні, які мали на меті створити у Філадельфії школу подібну до Circle School. Перед тим у липні 2010 року Філадельфійську Вільну Школу зареєстровали як неприбуткову організацію. У вересні 2020 року школа переїхала з 2001 Christian St на 4950 Springfield Avenue.